# 잊혀진 사람들 (영화)
《잊혀진 사람들》(스페인어: Los Olvidados, 영어: The Young and the Damned)은 1950년 개봉한 멕시코의 범죄 드라마 영화이다. 루이스 부뉴엘이 감독과 공동각본을 맡았다. 1951 칸 영화제 감독상 수상작이며, 2003년에는 유네스코에 의해 세계기록유산으로 지정되었다. 

## 내용
멕시코시의 소년 형무소를 탈옥한 불량 소년의 보스와 그의 친구인 빈민가(貧民街)의 소년들은 방약무인(傍若無人)한 비행을 일삼는다. 친구를 배신한 자를 때려 죽이고, 길가의 장님이며 앉은뱅이 거지로부터 돈을 빼앗는다. 그리고 또 소년원에 들어가서, 모처럼 갱생하려고 하는 나이 어린 친구들을 자기패로 끌어들인다. 그리고 살해된 소년은 쓰레기장에 버린다.

## 감상
한 가닥의 감상(感傷)도 없이 철두철미하게 냉정비정(冷靜非情)하게 그린 비행소년영화(非行少年映畵)이다. 그러나 그 비정이라고 하는 것은 결코 미국의 갱영화와 같이 볼품 좋은 것은 아니다. 어디까지나 진실을 추구하는 사실주의(寫實主義)적인 정신으로 일관된 것으로서, 소년들의 거친 욕구 속에 숨어 있는 성욕이나, 알 수 없는 불안감을 간과해서는 안 된다. 전에 쉬르레알리슴 전위영화(前衛映畵) 작가로서 <안달루시아의 개> 등의 획기적인 걸작을 만든 부뉴엘은 이 현실적인 재료에 당면해서도 그것을 다만 외면상의 리얼리즘에 그치지 않고, 소년들의 환경과 속마음의 욕구를 동시에 생생하게 그려냄으로써 유례없는 인간적인 깊이에까지 도달할 수 있었던 것이다.

## 출연

### 조연
- 에프레인 아라우즈
- 미구엘 인클랜
- 에스텔라 인다
- 프란시스코 잠브리나
- 빅터 마누엘 멘도자

## 기타
- 미술: 에드워드 피츠제럴드